# 冉泽
冉泽（1912年—1997年），男，四川江北人，中华人民共和国军事人物，中国人民解放军少将，曾任广州军区生产建设兵团副司令员。